# Xã Morgan, Quận Porter, Indiana
Xã Morgan (tiếng Anh: Morgan Township) là một xã thuộc quận Porter, tiểu bang Indiana, Hoa Kỳ. Năm 2010, dân số của xã này là 3.684 người.